# Çerkes Mehmed Pacha
Çerkes Mehmed Ali Pacha (mort le 28 janvier 1625) fut un homme d'État ottoman promu
Grand Vizir de l'Empire ottoman de 1624 à 1625.

## Biographie
Mehmed est originaire de Circassie comme le démontre son épithète « Çerkes  » c'est-à-dire circassien en langue turque. Il reçoit son éducation à l'école du palais (Enderûn) à Constantinople. Il sert un moment d'armurier et de garde du corps (turc : silahdar) du Sultan. Promu Grand vizir le 3 avril 1624 il meurt à Tokat de maladie dès le 28 janvier 1625.

## Source de la traduction
- (en) Cet article est partiellement ou en totalité issu de l’article de Wikipédia en anglais intitulé « Çerkes Mehmed Pasha » (voir la liste des auteurs).